# Artère iliaque commune
Pour les articles homonymes, voir Artère iliaque.
L'artère iliaque commune (ou artère iliaque primitive)  est une artère systémique paire de l'abdomen. Elle vascularise le pelvis et le membre inférieur.

## Origine

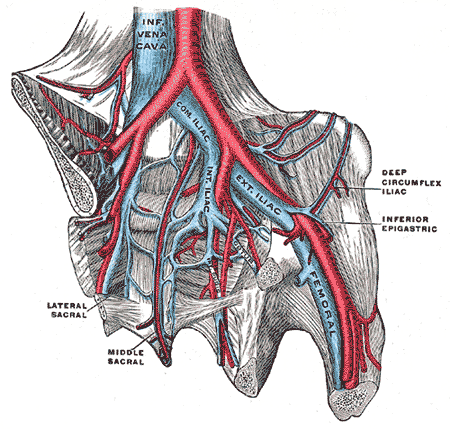
Artères et veines iliaques

Les deux artères iliaques communes sont issues de la formation de la bifurcation de l'aorte au niveau de la quatrième vertèbre lombaire.

## Trajet
L'artère iliaque commune s'oriente vers le bas et le dehors en longeant le bord médial du muscle grand psoas. Elle se termine au bout de six à sept centimètres en avant de l'articulation sacro-iliaque en donnant l'artère iliaque externe et l'artère iliaque interne. L'artère iliaque commune droite est généralement plus longue que la gauche.
Les deux artères iliaques communes ne possèdent pas de collatérales. Elles sont situées en avant et à gauche des veines iliaques communes. La partie distale des artères iliaques communes est également croisée en avant par les uretères.
Ce sont les principaux vaisseaux de transition entre la circulation abdominale et la vascularisation des membres inférieurs.